# LGBT

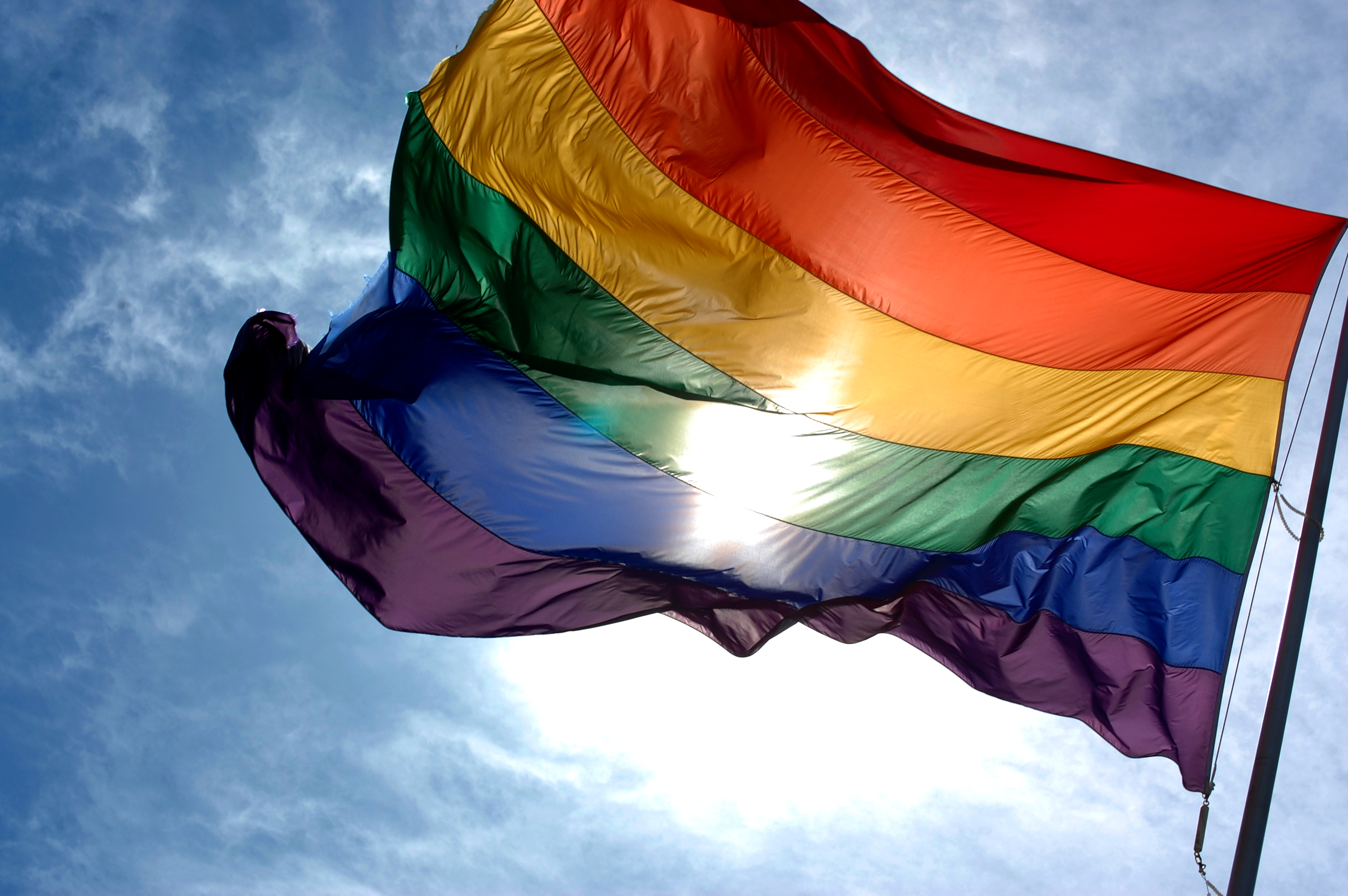
LGBTのシンボルとなっているレインボーフラッグ

インターセックスを包括したプログレス・プライドフラッグ

LGBT（エルジービーティー）は、レズビアン (Lesbian)、ゲイ (Gay)、バイセクシュアル (Bisexual) の3つの性的指向と、トランスジェンダー (Transgender)のジェンダー・アイデンティティ（性自認・性同一性）、各単語の頭文字を組み合わせた頭字語であり、性的指向・性同一性・ジェンダー表現・性的特徴における特定の性的少数者を包括的に指すアンブレラ・タームである。ただの頭字語ではなく、政治的連帯を示している。
後述の通り、その他にも多くの派生形が存在し、その中でもLGBTQと呼ばれることも多い。

## 概要

### 主な用語
LGBTは以下の4つの用語の頭文字から作られた言葉（頭字語）である。
レズビアン (Lesbian)
レズビアン (L) は、女性に対して性的指向（または恋愛的指向）を持つ女性のこと。
ゲイ (Gay)
ゲイ (G) は、男性に対して性的指向（または恋愛的指向）を持つ男性のこと。
バイセクシュアル（Bisexual）
バイセクシュアル (B) は、日本語では両性愛者とも呼び、複数の性別に対する性的指向（または恋愛的指向）を表すために使用される包括的な用語。パンセクシュアル、クィア、およびその他の非モノセクシュアルおよび非モノロマンティックのアイデンティティを含むことがある。
トランスジェンダー (Transgender)
トランスジェンダー (T) は、トランスとも略され、ジェンダー・アイデンティティ（性同一性もしくは性自認）が出生時に割り当てられた性別と一致しない人のこと。トランスセクシュアル、ノンバイナリー、ジェンダークィア、ジェンダー・フルイド、ジェンダーレスなども含めることがある。日本ではノンバイナリーに類似した用語としてXジェンダーがある。

### バリエーション
LGBTは頭字語であり、いくつもの派生の用語がある。また、性的少数者を包摂する用語は、その用語を用いる側の政治的・学術的・文化的立ち位置により多岐にわたっており、LGBTの4つに準ずるものにとどまらない。基本的に性的指向・性同一性・ジェンダー表現（性表現）・性的特徴における特定の性的少数者を包括する。
LGB
レズビアン、ゲイ、バイセクシュアルのイニシャル語で、3つの性的指向集団。
LGBTQ
LGBTにQが加わったもので、Q はクィア (Queer) を意味している場合と、クエスチョニング (Questioning) を意味している場合がある。
LGBTI
LGBTにIが加わる。これはインターセックス (Intersex) の頭文字である。この概念は2010年8月ジョグジャカルタ原則の解説と同原則を踏まえた世界の人権団体の活動について書かれた文書「Activist's Guide」において一貫して用いられている。インターセックスを包括したプログレス・プライドフラッグも考案されている。

LGBTA
LGBTにAが加わる。これはアセクシュアル（Asexua）のイニシャルである。アセクシュアル（無性愛）とは、他者に性的に惹かれない性的指向のこと。別のイニシャルの場合もある。
LGBTIQ
LGBTにインターセックス、クィアを組み合わせた呼称。
LGBTQIA
LGBTQにインターセックス、アセクシュアルを組み合わせた呼称。
QUILTBAG
上述のLGBTQIAにUを加え並べ替えたもので、これはクィアとクエスチョニング両方の意味を持つ。また、Tにはトゥー・スピリット 、Aにはストレート・アライ, Gにはジェンダークィア (genderqueer) の意味も含む。
これらの用語の後ろに「+」をつけて、頭文字を記述しきれない、さらにより多くのセクシュアル・マイノリティを包括させる場合もある（例えば「LGBT+」「LGBTQ+」「LGBTQIA+」など）。「+」の追記によって、文字や言葉ではまだ完全に説明できないすべての性同一性と性的指向を表すことができ、既存のカテゴリに自分自身を識別したくない人も含めることもできる。
LGBT（もしくはいずれの派生語）には性的指向・性同一性・ジェンダー表現・性的特徴以外のものは含まれない。

### 類似の用語
クィア
同性愛者に対する侮蔑語（差別用語）から転用・再領有した語。1990年代以降はLGBTコミュニティの間で包括的に性的少数者の人々を指す用語としても使われている。一部の人々、特にコミュニティの年配のメンバーの間には「クィア」という言葉をヘイトスピーチに起源を持つ蔑称であると考え、これを受けいれていない。
ゲイ
この場合の「gay」は男性の同性愛者という意味ではなく、1990年代まではセクシュアル・マイノリティ全体を指す総称としてよく使われていた。
GSM
性的少数者を示す代替フレーズ。「(G)ender/(S)exual (M)inority」の頭字語で、通常は研究で使用される。
SGL
同性愛コミュニティを意味する。アメリカの社会において、アフリカ系アメリカ人のあいだで、LGBTを白人優位コミュニティの言葉として捉えて使用される。Same gender loving のイニシャル。
なお、「SOGI」「SOGIE」「SOGIESC」は性的指向、性同一性、ジェンダー表現、性的特徴の頭文字をとった用語であるが、ヘテロセクシュアル（異性愛者）やシスジェンダーといったマジョリティを含むすべての人々を指す。そのためマイノリティのみを指すLGBTの代替用語とはならない。

### 用語としての歴史
最初に広く使われた用語であるホモセクシャル（英: homosexual、同性愛）は、現在では科学的な文脈で使われることの多い言葉だが、アメリカ合衆国においてはネガティブな意味合いを持つことが多かった。ゲイ（英: gay、ここでは単に同性愛者のこと）が一般的な言葉となったのは、1970年代のことである。
レズビアン（英: lesbian）の人々がより公のアイデンティティを確立させていくにつれ、「ゲイとレズビアン」（英: gay and lesbian）という表現が一般的になっていった。レズビアン活動家たちのあいだで生じた、フェミニズムと同性愛の権利のうち、どちらを彼女たちの政治的目標の主眼に置くべきかという論争は、デル・マーティンとフィリス・ライアンらが設立した「ビリティスの娘たち」（同種の論争により1970年に解散）をはじめとした、いくつかのレズビアン団体を解散させることとなった。レズビアン・フェミニストにとっては男女同権こそ最優先事項であり、男性と女性、またはブッチとフェムの間にある性役割（ジェンダー・ロール）の相違は彼女たちにとって家父長制的なものであった。レズビアン・フェミニストたちはまた、当時のゲイバーで普及していた性役割や、ゲイ男性にみられた男性優位論（男性ショーヴィニズム）を忌避した。ために、多くのレズビアン・フェミニストはゲイ男性との連帯を拒み、彼らの主張を受けいれなかった。
「レズビアン」という言葉を性的魅力を定義するために使い、「同性愛者は生来の同性愛者」という本質主義的な考えを奉じていたレズビアン――エッセンシャリスト（英: essentialist）――たちは、しばしばレズビアン・フェミニストの分離主義的な意見を同性愛者の権利にとって有害であると考えていた。また、バイセクシャル（英: bisexual、両性愛者）やトランスジェンダー（英: transgender）の人々も、より大きな性的マイノリティ・コミュニティ内で、自分たちが正当な存在として認められることを望んでいた。
ニューヨークで起きたストーンウォールの反乱（1969年）での人々の行動をきっかけとした変革の興奮が過ぎ去ったあとの1970年代後半から1980年代前半にかけ、ゲイやレズビアンの一部は、バイセクシャルやトランスジェンダーに対し、より排他的な姿勢を取るようになった。バイセクシャルやトランスジェンダーに批判的な人々は、トランスジェンダーはステレオタイプな振る舞いをしており、また、バイセクシャルは単にカミングアウトを恐れ、自身のアイデンティティに正直になることを恐れるゲイ男性ないしレズビアン女性に過ぎない、と主張していた。LGBTそれぞれのコミュニティは、他のジェンダーや性的指向に基づくコミュニティと協調すべきかどうか、協調するにせよ、その繋がり方をどうするべきかを含め、独自のアイデンティティを確立するため格闘しつづけ、時にはサブグループ（社会階級・人種・宗教など）を排除した。この対立は、現在においても続いている。LGBTQ活動家やアーティストたちは、運動の開始以来、この問題についての意識を高めるためのポスターを作成してきた。
1988年頃から、アメリカ国内の活動家たちは頭字語の「LGBT」を使いはじめた。1990年代に至るまで、運動内でゲイとレズビアン、バイセクシャル、トランスジェンダーは同程度の尊重を得ていなかった。「LGBT」の語の普及により、GLBT歴史博物館（1999年に改称）をはじめ、一部の組織は新しい名前を採用するようになった。用語としての「LGBT」は、包摂の象徴としてポジティブな意味合いを持ち続けた。そのため、ただの頭字語ではなく、政治的連帯を示している。
LGBTの用語は、この表現に包含される誰もから受容されているわけではない。新しいジェンダーやセクシュアリティが認知されるたびに頭文字が追加され、どんどん長くなる傾向にあり、それを過剰だと非難する人も一部では存在する。差別的な動機からLGBTの特定のイニシャルを取り除こうとする者もいる（#Drop the Tを参照）。
一方で、そのラベルは連帯のために必要であり、誰もが自分自身のジェンダーやセクシュアリティに名前をつけて表現してもいいとの声もある。完璧な用語や完全に包括的な用語など存在しない。LGBT史を専門とするジェフリー・J・イオヴァンノンはLGBTのイニシャリズムは、アイデンティティを表す文字をランダムに集めたものではなく、歴史を体現したものであると述べている。LGBTと関連してインターセクショナリティの重要性も指摘されている。

## 世界におけるLGBTの人権
|  | 同性愛を合法とする国       |  |                                       |
|  | 結婚1                      |  | 結婚は認められているが法的適用は無し1 |
|  | シビル・ユニオン           |  | 事実婚                                |
|  | 同性結婚は認められていない |  | 表現や団体の自由を法的に制限          |
|  | 同性愛を違法とする国       |  |                                       |
|  | 強制的罰則はない2          |  | 拘禁                                  |
|  | 終身刑                     |  | 死刑                                  |

沿革
1990年代初頭以来、国際連合組織下の、国際連合人権高等弁務官事務所（以下OHCHR）をはじめとした人権機構においては、LGBTの人々に対するさまざまな形の人権侵害についての報告が行われてきた。
2006年7月29日、カナダのモントリオールで開催されたワールドアウトゲームズ（第1回）では裁判官ルイーズ・アルブールが中心的役割を果たし、百カ国以上から約2000人の代表者が集まり、「レスビアン、ゲイ、バイセクシャル、トランスジェンダーの人権についてのモントリオール宣言」（略称: モントリオール宣言）を議決した。同年は次いで、国際法律家委員会や元国際連合人権委員会構成員が、ジョグジャカルタ原則（性的指向と性同一性に関わる国際人権法の適用に関する原則）も採択した。
2011年には国際連合人権理事会で「人権と性的指向・性自認」という決議が採択もされた。以降、国連が中心となって「United Nations Free & Equal」という啓発キャンペーンが行われるようになり、合わせて「Born Free and Equal」という冊子がOHCHRから刊行された。
現在
現在、LGBTの権利は国際人権として位置づけられている。国際連合の認識では、国連に加盟する各国が負う、LGBTの人々を暴力や差別から守るための義務は、世界人権宣言（1948年批准）、ならびに同宣言の後に成った国際人権条約に基づく国際人権法を根拠とする。各国の法的義務には、以下のものが含まれる：
- 同性愛者やトランスジェンダーを標的とする暴力から個人を守ること
- 拷問や残虐など、非人道的な、および品位を傷つける取り扱いを防止すること
- 同性愛を犯罪とする法律（英語版）を撤廃すること
- 性的指向や性同一性に基づく差別を禁じること
- すべてのLGBTの人々に表現の自由、結社の自由および平和的集会の自由を保障すること

20世紀半ばの雪崩れ的な独立後、旧植民地の支配者たちは欧米のソドミー法などの規範を逆に利用して、自国内の反体制勢力や性的少数者を弾圧して、投獄・処刑する根拠ともしている。

### ヨーロッパ
1981年に欧州人権裁判所がソドミー法をヨーロッパ人権条約8条に違反するとの判決を下した。

### アメリカ大陸
15世紀以降、南北アメリカ大陸およびカリブ海地域のほぼすべての地域に定住したイギリス人、フランス人、スペイン人、ポルトガル人入植者は、ヨーロッパからキリスト教をもたらした。カトリック、メインライン・プロテスタント、福音主義、東方正教をはじめ、キリスト教は宗派を問わず同性愛の法的承認に対し抑圧的ないし否定的な態度を取っていた。しかし、20世紀以降は、米国聖公会のようにLGBTコミュニティや同性結婚を受け入れる宗派も見られるようになった。また、ユダヤ教の諸宗派はLGBTに対し肯定的な姿勢でのぞんでいる。
欧米においては違法化されてきた歴史が長いが、1961年、アメリカ・ユニテリアン協会（AUA）と米国ユニヴァーサリズム協会（UCA）が統合されユニテリアン・ユニヴァーサリズム（UU）を基礎とするユニテリアン・ユニヴァーサリスト協会（UUA）が創設され、UU教徒には奴隷制度廃止運動、フェミニズムなど社会制度改革をしてきた思想家が多かったこともあり、1960年代にはUUAとカナダ・ユニテリアン評議会（CUC）が共同でLGBTQ問題に関する支援を始めた。
中南米においては、2018年1月、米州人権裁判所（英: Inter-American Court of Human Rights）は、米州人権条約が同性婚を人権として認めているとの判決を下した。これにより、同条約の加盟国はシビルユニオンの法制化への義務が課せられた。一方で、同地域においては、ジャマイカ、ドミニカ、バルバドス等9ヶ国においてソドミーに対する処罰が刑法において定められている。これらの国はすべて英領西インド諸島のかつての領土である。

#### アメリカ合衆国

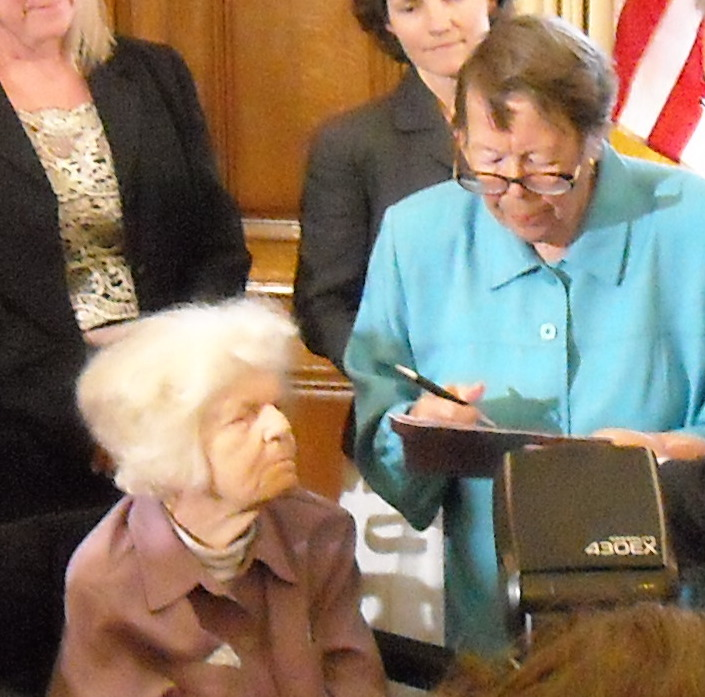
結婚に臨むデル・マーティンとフィリス・ライアン　2008年

1924年、シカゴに「ソサエティー・フォー・ヒューマン・ライツ」という、最古のゲイ権利団体が誕生した（政治的圧力を背景に一年後に解散）。第二次世界大戦直後のアメリカでは、マッカーシズムを背景とした反共主義政策の影響により、LGBTQ当事者は連邦捜査局（FBI）の監視下に置かれただけでなく、就業の機会が奪われたり、解雇された。1950年には初の全米ゲイ権利団体となる「マタシン協会」がハリー・ヘイによって、1955年にはレズビアン権利団体の「ビリティスの娘たち」がデル・マーティンとフィリス・ライアンらによって、サンフランシスコで設立された。1962年、イリノイ州が他州に10年ほど先駆け、全米で初めて、合意の同性の成人同士の私的な性行為を非犯罪化した。1966年8月には、コンプトンズ・カフェテリアの反乱をうけ、米国初のトランスジェンダー支援団体「全国トランスセクシュアル・カウンセリング・ユニット」（英: the National Transsexual Counseling Unit）が設立された。翌1967年、ロサンゼルスで、警察による嫌がらせと暴力を契機とした平和的な抗議活動のなかで、集まった支援者らは「自己防衛と教育における個人の権利」（PRIDE）と称した。この事件は、「プライド」という言葉が初めてLGBTの権利と関連して使われたできごととなった。

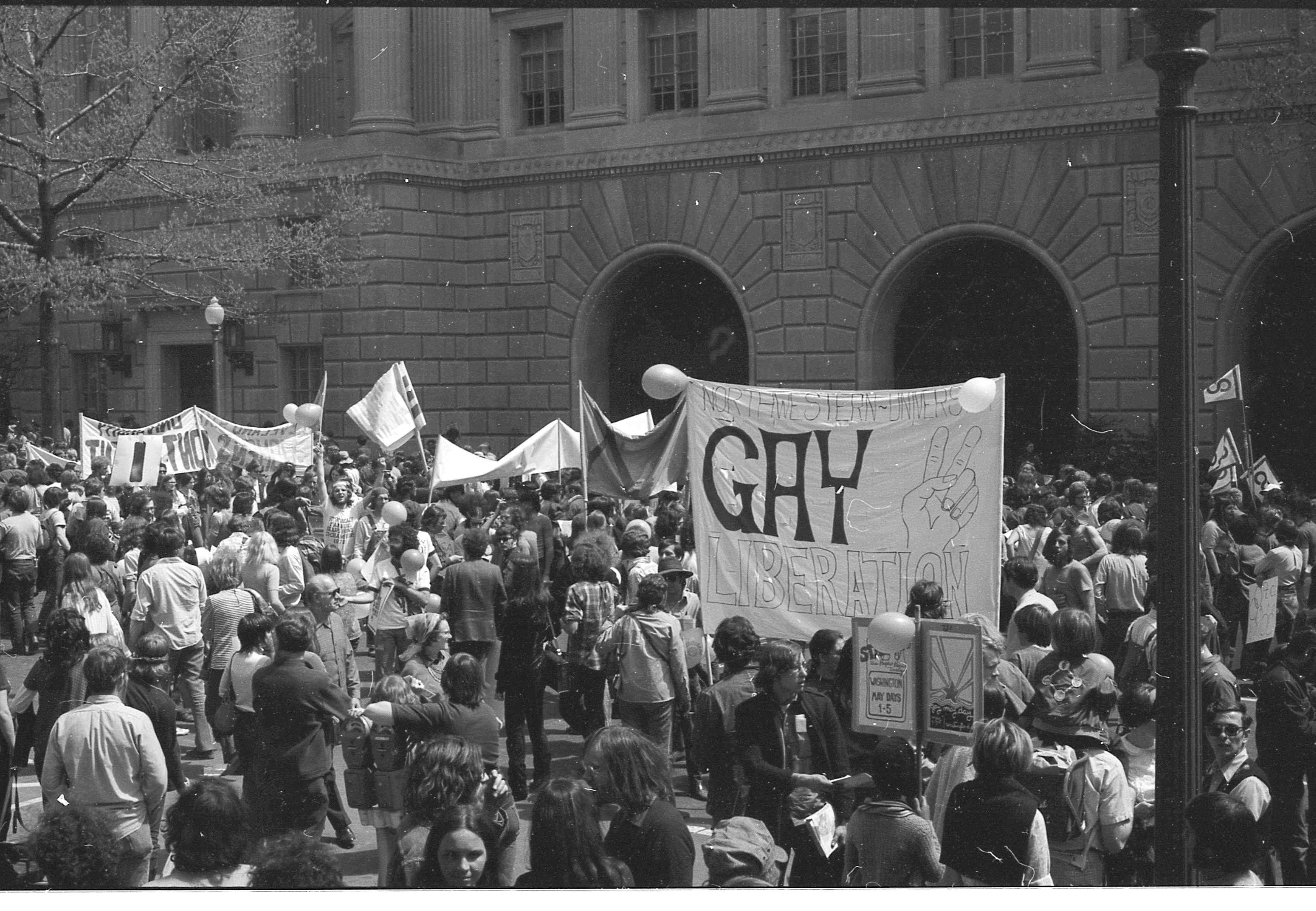
ベトナム戦争に対する反戦運動に参加する、ノースウェスタン大学のゲイ解放運動グループ　1970年代初頭、ワシントンD.C.

1969年6月29日、ニューヨークのゲイバー、ストーンウォール・インでの暴動、ストーンウォールの反乱をきっかけに、LGBTQ権利擁護運動のなかに「ゲイ解放戦線」（GLF）や「ゲイ活動家同盟」をはじめとした、より急進的・積極行動主義的な組織が生まれた。一方、（相対的に穏健路線であった）マタシン協会は、遡ること1965年でホワイトハウス周辺でピケを張るなどの行動を起こしていたが、ストーンウォールの反乱の発生をうけて、この抗議活動を記念する全国的な同時多発デモを毎年おこなうこと、ならびに6月の最終日を「クリストファー・ストリート解放の日」と定めることを提案した。ストーンウォールの反乱一周年を記念して1970年6月28日に行われたこのデモは、史上初のゲイ・プライド・パレードとなった。パレードは、翌1971年にはアメリカ国内外に波及し、アメリカ国内ではボストン、ダラス、ミルウォーキー、国外ではパリ、西ベルリン、ストックホルム、ロンドンでも行われた。性的少数者の権利擁護の運動は拡大をつづけたが、1973年前後にはLGBTQコミュニティ内でも異なる社会経験グループ、すなわちトランスジェンダー等ジェンダー・ノンコンフォーミング、有色人種、（白人中心の）中流階級のあいだで早くも緊張があらわれつつあった。
[シルヴィア・リベラ、ドラァグクイーンのちにトランスジェンダーを自認]「STARハウスにいる人たちに会いに来てください……必要なのは、白人中流階級の白人専用クラブにいる人たちのためじゃなくて、あたしたちみんなのためになにかをしようとしている人たち。それこそあなたたちよ。さあ、革命を起こそう！」

次にステージにあがったのはレズビアンのフェミニスト、ジーン・オレアリーで、ドラァグ・クイーンは「女性を利己的に利用」していると批判するスピーチを行った。次にステージに上ったドラァグ・クイーンのリー・ブリュースターは叫んだ。「……今日みなさんが祝っているのは、ドラァグ・クイーンがストーンウォールでやったことの結果よ」。—『LGBT運動の歴史』第6章クリストファー・ストリート解放の日、
2015年6月26日のアメリカ合衆国最高裁判所の判決により同性婚は全ての州で合法となった。
2025年1月20日、第二次トランプ政権がスタート。ドナルド・トランプ大統領は、ジョー・バイデン前大統領が掲げたLGBTQ（性的少数者）の平等推進に関する大統領令を撤回した。

### アフリカ大陸
アフリカにおけるLGBTの権利は、性の多様性の周縁化や隠蔽が現在も進行しており、国際アムネスティなどは迫害や弾圧の実態の把握に努めている。

### ロシア
ロシアのLGBTの人々は重大な差別に直面している。2023年、ロシアの最高裁判所はLGBTの権利運動を「過激」とみなし、違法とする宣言をしている。

### アジア

#### 日本
フランクリン&マーシャル大学の「Global Barometers Report」によれば、2020年における日本のLGBT権利のスコアは「F」と算定されている。日本では同性愛を法的に取り締まったり、キリスト教・イスラム教・ユダヤ教などのように「逸脱した行為」等の宗教的異端としてないが、国単位では同性婚およびシビル・ユニオンは法的に認められていない。また、LGBT当事者を中心とした性的少数者の権利を擁護・主張し、法整備を含む要求・活動をおこなう団体が複数存在する。
同性愛に関連したものであれば、日本では2015年に初めて、同性カップルを「結婚に相当する関係」と認める「パートナーシップ証明書」を発行するために、東京都渋谷区で渋谷区男女平等及び多様性を尊重する社会を推進する条例が区議会本会議で可決・成立し、同年4月1日より施行された。同年11月には、東京都世田谷区で「世田谷区パートナーシップの宣誓の取扱いに関する要綱」が制定された。パートナーシップ制度は、11月5日に渋谷区と世田谷区で同時に導入された。2020年9月30日時点で世田谷は128組、渋谷区は50組が利用している。その後も、北海道札幌市など各地で同様の取り組みが行われ、2019年7月1日、茨城県で、都道府県初となるパートナーシップ制度が導入され、大阪府などが続いている。

性表現に関わるものだと、学校の制服の選択制が取り上げられる。取り組みは各地の学校で起きている。
政治においては、2017年7月6日、東京都豊島区議の石川大我、世田谷区議の上川あや、中野区議の石坂わたる、文京区議の前田邦博、埼玉県入間市議の細田智也ら5人の地方議員が「LGBT自治体議員連盟」を設立した。性的少数者の人権を擁護する条例や施策を、地方議会を通じて全国の自治体に拡大していくことを目指す。同連盟には趣旨に賛同する全国62自治体の議員78人（元職も含む）も参加した。その後、同年10月9日に開かれたLGBT関連の撮影会で北海道滝川市議がカミングアウト。同年12月に京都府長岡京市議が市議会本会議でカミングアウトを行った。
政治内での差別にも注目が集まることもある。2022年6月13日、安倍晋三元首相が会長を務め、自民党の国会議員が多数参加している神道政治連盟国会議員懇談会の研修会でA5版90ページに及ぶ冊子が配布され、研修会で大学教授らが選択的夫婦別姓や同性婚について講演した内容などがまとめられている。そこには「同性愛は心の中の問題であり、先天的なものではなく後天的な精神の障害」「世界には同性愛や性同一性障害から脱した多くの元LGBTの人たちがいる」などの内容が書かれていた。
2023年6月16日に参議院本会議でLGBT理解増進法が成立した。

## 反LGBT
LGBTの人々は世界中で差別や暴力を受けている。国際連合は「LGBTの人々は世界中いたるところで差別に直面している」「甚大な人権侵害が起きている」と指摘している。
セクシュアル・マイノリティに対して抱く恐怖・憎悪・不快感・不信感を、同性愛の場合は「ホモフォビア」、バイセクシュアルの場合は「バイフォビア」、トランスジェンダーの場合は「トランスフォビア」と呼ぶ。アセクシュアルの場合は「エースフォビア（acephobia）」もしくは「aphobia」と呼ばれる。LGBT全体を対象とする場合は「LGBTフォビア」と呼ばれる。
LGBTの人々の権利と平等に反対する活動は昔から現在に至るまで広くみられる。
セクシュアル・マイノリティの権利を擁護していたドイツ系ユダヤ人の性科学者マグヌス・ヒルシュフェルトが1919年に設立した性科学研究所は、当時の同性愛者やトランスジェンダーの人々に支援を提供していたが、1933年にナチスによって「公序良俗に反する」という理由で焼き払われ閉鎖された。ナチスはセクシュアル・マイノリティを迫害する法律を利用して、とくに男性同性愛者を大勢拘束し、強制収容所へと送った（ナチス・ドイツとホロコーストによる同性愛者迫害）。
セクシュアル・マイノリティを社会の敵とみなす動きはこの後も世界各地で続いた。第二次世界大戦後、1950年代のアメリカは、赤狩りの流れで政府職からセクシュアル・マイノリティを調査・尋問・排除する政策をとり、これは「ラベンダーの恐怖」と呼ばれた。1970年代にはキリスト教右派がLGBTに激しく反発するようになり、「セクシュアル・マイノリティは子どもに有害であり、子どもを守らなければいけない」として「Save Our Children」というキャンペーンを展開し、アニタ・ブライアントなどの著名人が先頭に立った。この反LGBT運動の結果、マイアミ・デイド郡におけるセクシュアル・マイノリティへの差別を禁止する条例は一時的に廃止された。1980年代のHIV/AIDSのパンデミックも同性愛者への差別に拍車をかけた。キリスト教テレビ伝道師であるパット・ロバートソンが設立した「American Center for Law & Justice」は同性結婚を「社会の根幹である伝統的家族を直接攻撃するもの」として非難した。反LGBTの主張の中では「LGBTは思想にすぎない」として「LGBTイデオロギー」という言葉が使われることもあり、ポーランドの調査報道ウェブサイト「OKO.press」は「LGBTイデオロギーという言葉は伝統的な家族・宗教・社会秩序を保持して右翼への政治的支持を構築するのに役立つ右翼プロパガンダの用語である」と文化的マルクス主義と関連させて説明している。
2020年代からは、クー・クラックス・クランなどの白人至上主義団体、ネオナチなどの極右などが反LGBT運動に続々と参加している。「Alliance Defending Freedom」や「Moms for Liberty」などの比較的新しく結成されたばかりの反LGBT団体も登場している。
日本では、LGBTに反発する勢力として神道政治連盟や旧統一教会などの宗教右派、そしてその宗教右派と繋がりの深い保守派政治家の存在が指摘されている。
世界中には依然としてLGBTの人々の平等な権利を認めず、法的に迫害する国や州がいくつもある。こうしたLGBTを迫害する法律は、医療におけるLGBT差別を悪化させ、生命に関わる健康格差の拡大を招いている。LGBTの人々はヘイトクライムの攻撃に遭いやすく、LGBTの人々が受ける暴力被害の約10件に1件がヘイトクライムという調査もある。ILGAの報告によれば、反LGBTのヘイトスピーチは増加傾向にある。LGBT活動家が活動中に暴力を受ける事例もみられ、プライド・パレードが犯罪予告で妨害されることもある。
これらの反LGBT運動にて取り上げられるトピックには、同性同士の結婚への反対、ジェンダー・トランジションの規制、ジェンダー・アイデンティティに基づく公衆トイレの利用制限、LGBTに関する本の禁書、LGBTを学校で教えることの禁止、LGBTグルーミング陰謀論、ドラァグ・パニック、転向療法、LGBTに親和的な企業や作品へのボイコットなどが挙げられる。
「LGBT（もしくはLGBTQ）」にはペドフィリア（小児性愛）が含まれるかのような中傷目的の虚偽情報がインターネット上で出回ることがあるが、LGBTコミュニティがペドフィリアをサポートしている事実はない。
「LGBT」といった用語もしくはその運動や文化を、企業や団体が安易に流用し、自身の差別的な構造を改善しようとしてもいない場合、それはピンクウォッシング（レインボーウォッシング）として非難されることがある。

### Drop the T
「LGBT」という言葉もしくは運動自体からトランスジェンダーを排除することを主張する人たちが一部には存在する（反ジェンダー運動）。こうしたLGBT組織にトランスジェンダーの人々のサポートを停止するよう促すために作られたスローガンとして「Drop the T」というものがある。これを訴える者たちは、表向きは「LGB（レズビアン・ゲイ・バイセクシュアル）は性的指向に関するもので、T（トランスジェンダー）は性同一性に関するものである」と説明しているものの、その背景としてトランス排他的ラディカル・フェミニスト（TERF）がしばしば主張する反トランスジェンダーの差別や偏見の再利用があると指摘されている。
対して、「LGBT」という言葉（もしくはその派生語）を支持する擁護者は、LGBT運動の原点となったストーンウォールの反乱を主導したのはトランスジェンダーやジェンダー・ノンコンフォーミングの有色人種であったという広く認められている歴史を根底に「LGBT」の重要性を語っている。「Transgender Equity Consulting」のセシリア・ジェンティーリはLGBTコミュニティはトランスジェンダーへの支援に向き合うべきであると述べている。
それでもLGBT運動からトランスジェンダーを排除することを主張する団体は一部に存在しており、例えば「LGB Alliance」や「Gays Against Groomers」などがある。これらの団体が極右と関わっていることがたびたび批判されている。こうした反トランスジェンダー活動家や団体は「トランスジェンダリズム」という言葉を好んで用いる傾向がある。

## LGBTの人物
- Category:LGBTの人物

## LGBTの関連団体
- Category:LGBT関連の組織

## LGBTを題材とした作品
- Category:LGBT作品を参照。